# Eutrichogramma elongatum
Eutrichogramma elongatum är en stekelart som beskrevs av Lin 1981. Eutrichogramma elongatum ingår i släktet Eutrichogramma och familjen hårstrimsteklar.
Artens utbredningsområde är Taiwan. Inga underarter finns listade i Catalogue of Life.